# Atlas de la carne

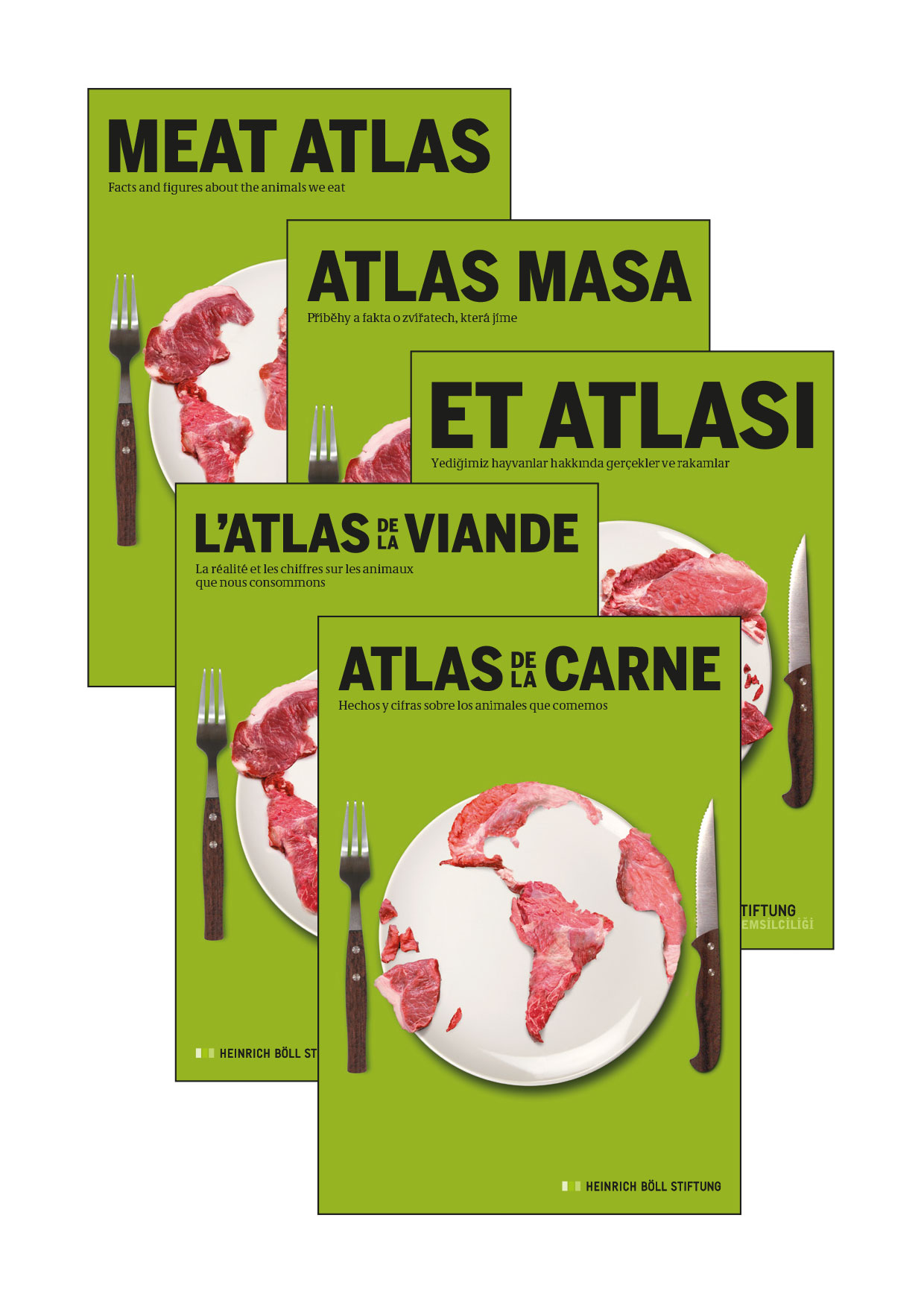
atlas de la carne, 2014

El atlas de la carne (Hechos y cifras sobre los animales que comemos) es una publicación de la Fundación Heinrich Böll y Le Monde diplomatique sobre el consumo de la carne.